# Fontana Celimontana

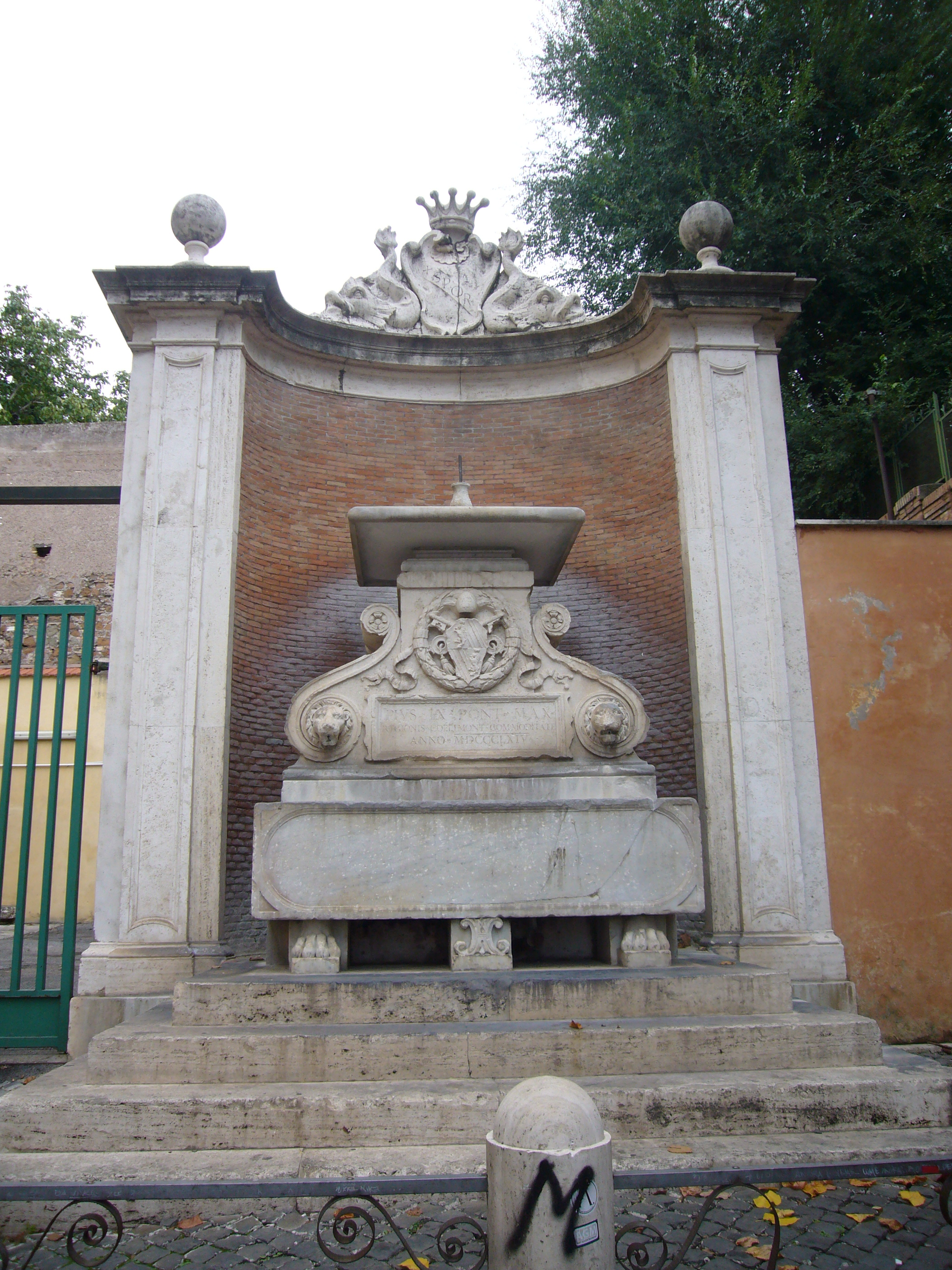
La fontana di Pio IX al Celio

La fontana Celimontana, anche nota come fontana di Pio IX, si trova a Roma, in via Annia, addossata al muro di recinzione di una struttura di servizio dell'Ospedale militare del Celio.

## Storia e descrizione
Nel 1864 papa Pio IX aveva commissionato all'architetto Virginio Vespignani la costruzione di due fontane da posizionare ai lati della basilica di San Clemente al Laterano; una delle due era un semplice lavatoio, ma fu presto smontata e riposta nei depositi del comune, da dove se ne persero le tracce; l'altra rimase al suo posto fino al 1927, quando venne trasferita in via Annia e completamente ricostruita all'estremità chiusa della strada, e quindi in una posizione che la rende praticamente isolata e lontana dal passaggio e dalla vista..
La fontana, alimentata dall'Acqua Marcia, è posta in una esedra realizzata in mattoni (non presente nella versione originale), alle cui estremità si trovano due pilastri in marmo i cui capitelli, su cui poggiano due sfere anch'esse in marmo, sono collegati tra loro con una cornice che sovrasta l'esedra stessa. La parte centrale della cornice è sormontata dallo stemma comunale (realizzato in occasione della nuova sistemazione) sostenuto da due delfini. La fontana vera e propria è composta da un sarcofago rettangolare di epoca romana (anche questo non facente parte del progetto originale, che prevedeva una diversa vasca), sopraelevato di quattro gradini rispetto al piano stradale, ornato da un lungo ovale e poggiato su due zampe leonine e un cuneo centrale a bassorilievo. Sulla parete dell'esedra è posto un elemento in travertino, ornato da volute laterali, in cui due teste leonine gettano acqua nel sarcofago. Fra le due teste è posta l'epigrafe commemorativa:
Sopra la scritta si trova lo stemma araldico della famiglia del pontefice, i Mastai Ferretti, con le chiavi papali, una corona d'alloro e due festoni laterali. Su tutto questo una lastra in travertino posta perpendicolarmente al muro posteriore, al cui centro un pilastrino sostiene una piccola vaschetta da cui fuoriesce uno zampillo d'acqua. L'intera composizione è protetta, a livello stradale, da un'inferriata sorretta da tre colonnine in pietra.
L'ultimo restauro risale al 1999-2000.